# Bosque, del (manzana)
del Bosque es el nombre de una variedad cultivar de manzano (Malus domestica). Esta manzana está cultivada en la colección de germoplasma de manzanas del CSIC. Así mismo está cultivada en diversos viveros entre ellos algunos dedicados a conservación de árboles frutales en peligro de desaparición. Esta manzana es originaria de la  Provincia de Salamanca en la Sierra de Gredos, donde tuvo su mejor época de cultivo comercial anteriormente a la década de 1960, y actualmente en menor medida aún se encuentra.

## Historia
Del Bosque es una variedad de la provincia de Salamanca en la Sierra de Gredos. El cultivo del manzano en Salamanca en superficies importantes se remonta a principios del siglo XX sobre todo en la zona de Sierra de Béjar, La Alberca, y en Cepeda, con variedades como 'Melapio de Peñacaballera', 'Camuesa del Puerto de Béjar', 'Reineto Blanco', Reineto Rojo'. . .
Se trata de una variedad loca muy antigua, cuyo cultivo se centraba en comarcas muy definidas. Se caracteriza por su buena adaptación a sus ecosistemas y podrían tener interés genético en virtud de su adaptación. Se encontraban diseminadas por todas las regiones fruteras españolas, aunque eran especialmente frecuentes en la España húmeda. Estas se podían clasificar en dos subgrupos: de mesa y de sidra (aunque algunas tenían aptitud mixta).
La variedad del Bosque se clasifica como de mesa, difundido su cultivo en el pasado por los viveros comerciales y cuyo cultivo en la actualidad se ha reducido a huertos familiares y jardines privados.

## Características
El manzano de la variedad del Bosque tiene un vigor medio; florece a mediados de abril; tubo del cáliz pequeño, triangular, y con los estambres insertos en su mitad.
La variedad de manzana del Bosque tiene un fruto de tamaño pequeño; forma esfero-cónica, y con contorno regular o de leve irregularidad; piel fina, un poco grasa; con color de fondo amarillo limón, importancia del sobre color medio, color del sobre color cobre y rosa, distribución del sobre color chapa/rayas, presentando chapa levemente cobriza y sobre esta pinceladas rosadas casi imperceptibles, o ausentes, acusa punteadode color del fondo, alguno ruginoso, y una sensibilidad al "russeting" (pardeamiento áspero superficial que presentan algunas variedades) débil; pedúnculo de longitud media, relativamente fino, verdoso, algo lanoso, con o sin brácteas cerca de su extremo, siendo la anchura de la cavidad peduncular amplia, y la profundidad de la cavidad pedúncular poco profunda, con chapa ruginosa, bordes levemente ondulados, y con importancia del "russeting" en cavidad peduncular media; anchura de la cavidad calicina más bien estrecha, profundidad de la cav. calicina superficial o suavemente iniciada, y con importancia del "russeting" en cavidad calicina ausente; ojo más bien grande, cerrado, con leve arrugado a su alrededor; sépalos fuertes, largos y puntiagudos, rectos hasta su mitad, de puntas vueltas o entremezcladas, color verde grisáceo y tomentoso.
Carne de color blanco con fibras verdosas; textura jugosa; sabor característico de la variedad, acidulado y agradable; corazón pequeño, alargado; eje cerrado; celdas pequeñas, alargadas; semillas grandes, alargadas y delgadas.
La manzana del Bosque tiene una época de maduración y recolección tardía en otoño-invierno, se recolecta desde finales de noviembre hasta finales de diciembre. Se usa como manzana de mesa fresca.